# Беннетт, Райан
Ра́йан Бе́ннетт (англ. Ryan Bennett; род. 6 марта 1990, Грейс, Эссекс) — английский футболист, центральный защитник клуба «Кембридж Юнайтед».

## Клубная карьера
С 1996 по 2006 год занимался в футбольной академии клуба «Ипсвич Таун». В 2006 году стал игроком академии клуба «Гримсби Таун». В основном составе дебютировал 7 апреля 2007 года, выйдя на замену в матче Лиги 2 (четвёртого дивизиона в системе футбольных лиг Англии) против «Милтон-Кинс Донс».
Перед началом сезона 2007/08 получил футболку с номером «5». Первый в своей профессиональной карьере гол он забил в первом туре сезона 2007/08, отправив мяч головой в сетку ворот «Ноттс Каунти». В мае 2008 года Беннетт был признан «лучшим молодым игроком сезона» по версии болельщиков «Гримсби Таун».
В октябре 2008 года 18-летний Беннетт получил капитанскую повязку от нового главного тренера «Гримсби Таун» Майка Ньюэлла. По итогам сезона 2008/09 получил награды лучшему игроку года в «Гримсби Таун», а также лучшему молодому игроку сезона по версии болельщиков клуба и ряд других наград. В мае и июне 2009 года «Гримсби Таун» отверг несколько трансферных предложений от по Беннетту от «Питерборо Юнайтед». После этого Райан подписал с клубом четырёхлетний контракт.
23 октября 2009 года Беннетт отправился в трёхмесячную аренду в «Питерборо Юнайтед» с возможностью полноценного трансфера в конце срока. Главный тренер «Питерборо» Даррен Фергюсон заявил по этому поводу: «Райан — прекрасное приобретение для нас, он обладает потенциалом и соответствует нашей политике приобретения качественных молодых игроков для клуба». 23 января 2010 года Беннетт стал полноценным игроком «Питерборо Юнайтед», подписав с клубом контракт сроком на четыре с половиной года. Провёл за клуб 100 матчей и забил 7 мячей.
31 января 2012 года Беннетт подписал контракт с клубом Премьер-лиги «Норвич Сити». Согласно условиям соглашения, в феврале он ещё выступал за «Питерборо» на правах аренды, а уже в марте вернулся в «Норвич». Его дебют за «канареек» состоялся 31 марта 2012 года в матче Премьер-лиги против «Фулхэма». Свой первый гол за клуб он забил 20 апреля 2013 года в матче Премьер-лиги против «Рединга».
В мае 2017 года было объявлено, что по окончании сезона Беннетт и шесть других игроков покинут «Норвич Сити» в качестве свободных агентов.
31 мая 2017 года Райан Беннетт подписал трёхлетний контракт с клубом «Вулверхэмптон Уондерерс». 30 декабря 2017 года он забил свой первый гол за «волков» в матче против «Бристоль Сити». Гол был забит на четвёртой добавленной минуте и принёс «Вулверхэмптону» гостевую победу со счётом 2:1.

## Карьера в сборной
Провёл один матч за сборную Англии до 18 лет (против Австрии) в 2008 году. Также сыграл в двух матчах сборной Англии до 21 года.

## Достижения
«Питерборо Юнайтед»
- Победитель плей-офф Лиги 1: 2010/11

«Норвич Сити»
- Победитель плей-офф Чемпионшипа: 2014/15

«Вулверхэмптон Уондерерс»
- Победитель Чемпионшипа: 2017/18